# Jaimini
Jaimini (devanāgarī : जैमिनि) est un philosophe indien qui vécut dans le courant du IIIe siècle avant notre ère. 
Rishi, disciple de Vyāsa, il est le fondateur de la Mîmâmsâ, une des écoles principales de la tradition hindoue astika, c'est-à-dire qui reconnaît l'autorité des textes sacrées des Vedas. Il est l'auteur du Mimamsa Sutra (IAST : Mīmāṃsā Sūtra).